# اودبرت ئی. بیارنهولت
اودبرت ئی. بیارنهولت (دانمارکی: Ødbert E. Bjarnholt; ۲۴ دسامبر ۱۸۸۵ – ۳ ژانویهٔ ۱۹۴۶) بازیکن فوتبال اهل دانمارک بود.
وی همچنین در تیم ملی فوتبال دانمارک بازی کرده‌است.